# 도부 사노선
도부 철도 사노 선(일본어: 東武佐野線, とうぶさのせん)은 일본의 철도 노선 하나이다. 도부 철도가 운영한다. 일본 군마현 다테바야시시에 있는 다테바야시 역과 도치기현 사노시에 있는 구즈 역을 잇는다.

## 운행 형태
아침에 료모 호가 아사쿠사 역으로 나가고 저녁에 료모 호가 각각 하나씩 들어온다. 그 밖에는 1인 승무이며 다른 노선으로 직결 운행을 하지 않는다.

## 역 목록
| 역 이름    | 일본어 이름 | 영업 거리 | 료 | 접속 노선                                      | 소재지              |
| ---------- | ----------- | --------- | -- | ---------------------------------------------- | ------------------- |
| 다테바야시 | 館林        | 0.0       | ●  | 이세사키 선 (료모 호만 직결 운행), 고이즈미 선 | 군마현 다테바야시시 |
| 와타라세   | 渡瀬        | 2.7       | ｜ |                                                | 군마현 다테바야시시 |
| 다지마     | 田島        | 6.9       | ｜ | 도치기현 사노시                                |                     |
| 사노 시    | 佐野市      | 9.0       | ●  | 도치기현 사노시                                |                     |
| 사노       | 佐野        | 11.5      | ●  | 도치기현 사노시                                | 료모 선             |
| 호리고메   | 堀米        | 13.1      | ｜ | 도치기현 사노시                                |                     |
| 요시미즈   | 吉水        | 15.2      | ｜ | 도치기현 사노시                                |                     |
| 다누마     | 田沼        | 17.7      | ●  | 도치기현 사노시                                |                     |
| 다다       | 多田        | 19.3      | ｜ | 도치기현 사노시                                |                     |
| 구즈       | 葛生        | 22.1      | ●  | 도치기현 사노시                                |                     |